# کاینباخ بای گراتس
کاینباخ بای گراتس (به آلمانی: Kainbach bei Graz) یک منطقهٔ مسکونی در اتریش است که در گراتس اومگبونگ واقع شده‌است. کاینباخ بای گراتس ۱۷٫۷۴ کیلومتر مربع مساحت دارد ۴۴۰ متر بالاتر از سطح دریا واقع شده‌است.